# Bill Hinzman
Samuel William "Bill" Hinzman (Coraopolis (Pennsylvania), 24 oktober 1936 - Darlington (Pennsylvania), 5 februari 2012) was een Amerikaanse acteur en filmregisseur. Hij was getrouwd met Bonnie Hinzman en was de vader van actrice Heidi Hinzman.
Zijn eerste rol was een zombie in de horrorfilm Night of the Living Dead (1968). Verder regisseerde hij zelf twee films, waarin hij zelf ook speelde en was hij betrokken bij diverse filmproducties. Hij stierf aan de gevolgen van kanker.

## Filmografie

### Als acteur
- Night of the Living Dead (1968)
- There's always vanilla (1971)
- Hungry wives (1972)
- The crazies (1973)
- The majorettes (1987)
- FleshEater (1988)
- Legion of the Night (1995)
- Santa Claws (1996)
- Evil ambitions (1996)
- The drunken dead guy (2005)
- Shadow: Dead riot (2006)
- The spookshow (2009)
- It came from Trafalgar (2009)
- Underground Entertainment: The Movie (2010)
- River of darkness (2011)

### Als regisseur
- The Majorettes (1986)
- Flesheater (1988)